# Pięć pensów (moneta brytyjska)
Pięć pensów – brytyjska moneta wprowadzona do obiegu w 1968 roku. Moneta była wybijana z miedzioniklu. Od 2011 roku moneta wytwarzana jest ze stali pokrytej niklem. Awers monety przedstawia podobiznę brytyjskiej królowej Elżbiety II.